# 통조림

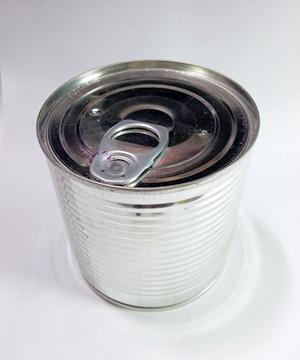
통조림

통조림(桶—, 문화어: 통졸임, 영어: canned food)은 양철등으로 만든 용기에 식품을 채우고 밀봉한 후 가열살균을 하여 식품의 변패를 막도록 한 저장식품의 하나이다. 즉 밀봉으로 용기 내외의 공기 유통을 차단하는 동시에 외부로부터의 미생물 침입을 방지하고 가열살균으로 내용물에 포함되어 있는 미생물을 살균함으로써 식품의 변패를 막아 장기 저장이 가능하도록 한 제품이다. 특히, 통조림은 그 보존성, 편의성, 위생, 제품의 풍미 등 여러 가지 측면에서 다른 식품 보존법에서는 찾아볼 수 없는 많은 장점이 있다.

## 역사

### 제조법 발명
1809년 니콜라스 아페르가 병조림을 고안했으며, 1810년에 영국의 피터 듀란드(Peter Durand)는 유리병 대신에 철판의 안팎에 주석으로 코팅한 얇은 양철판을 사용하여 만든 양철용기, 일명 깡통을 발명했다. 그는 이 양철용기를 틴 캐니스터(Tin Canister)라고 불렀다. 오늘날 양철이나 알루미늄등으로 만든 통조림용 용기를 캔(can)이라고 부르는 것은 이 캐니스터(canister)라는 말에서 유래한 약어라고 한다.
이와 같이 처음 아페르, 듀란드 등이 창안한 통조림 제조기술은 미국으로 건너가 크게 발전하였다. 통조림 제조업자가 직접 수공업으로 만들어 사용하던 통조림 용기 제조가 점차 기계화되고 그 기술이 혁신됨에 따라 제관업이 통조림 제조업으로부터 분리·독립됨으로써 통조림 산업 발전의 기초가 확립되었다고 한다. 그 결과 제2차 세계대전 때에는 미국을 비롯한 연합군 식량의 2/3 정도가 통조림으로 공급되었다고 한다.

## 같이 보기

### 통조림과 관련된 사고
- 납 중독 - 극초창기의 통조림은 납땜으로 밀봉하였기 때문에 당시 통조림을 상식하는 군인과 탐험대원이 납 중독에 걸리는 경우가 있었다.
- 보툴리누스 중독 - 통조림을 제조할 때 일부 제품의 경우 살균이 완벽하지 않아 혐기성 세균인 보툴리누스균이 남아 있어서 보툴리누스 중독에 걸리는 경우가 있다.
- 통조림을 따고 난 뒤의 절단면에 베어서 상처를 입는 경우가 있다.

### 잘 알려진 통조림 음식
- 참치: 참치 통조림
- 햄
- 복숭아
- 꽁치
- 고등어
- 번데기
- 닭가슴살
- 콩
- 연어
- 골뱅이
- 토마토: 토마토 통조림
- 옥수수: 옥수수 통조림

### 기타 통조림 음식
- 빵
- 밥
- 김밥
- 시금치(뽀빠이)
- 병조림

## 참고 자료
- 통조림가공수협 50년사, 《2012 CAN에 담은 열정과 희망》,통조림가공수산업협동조합, 70-71쪽, 2012-11-23